# Olivier Echouafni
Olivier Echouafni, né le 13 septembre 1972 à Menton (Alpes-Maritimes), est un footballeur français évoluant au poste de milieu de terrain reconverti entraîneur.

## Biographie
Olivier Echouafni est né à Menton d'un père marocain et d'une mère  française, il est formé à l'AS Monaco. Il s'est marié le 12 juin 1999 et a deux enfants, Laurie et Leny.

### Olympique de Marseille
Le 17 juin 1993, Olivier Echouafni rejoint l'Olympique de Marseille pour évoluer essentiellement avec la réserve en jouant 34 matchs pour 4 buts lors de sa première saison sous le maillot olympien.
En 1994, à la suite de la relégation administrative du club marseillais en Division 2, Olivier Echouafni profite du départ de nombreux joueurs pour saisir sa chance en équipe première, au sein d'une génération de joueurs formés à l'Olympique de Marseille tels que Hamada Jambay, Ludovic Asuar, Marc Libbra et Jean-Christophe Marquet.
Olivier Echouafni joue son premier match International face à la Juventus de Turin au stade Vélodrome en août 1994 dans le cadre du transfert de Didier Deschamps et une victoire 2 à 0.
Il fait ses débuts professionnels le 29 octobre 1994 contre Valence, pour la 17e journée de Division 2. Durant cette saison 1994-1995, il participe à 3 matchs de Division 2, ce qui lui permet d'inscrire à son palmarès le titre de champion de D2 alors remporté par Marseille. Maintenu en deuxième division la saison suivante, le club va faire davantage appel aux services d'Olivier Echouafni qui va jouer en 28 matchs de Division 2, cinq matchs de Coupe de France et quatre matchs de Coupe de la Ligue. Echouafni profite de cette saison pour ouvrir son compteur de buts : son premier but professionnel survient le 20 janvier 1996 lorsqu'il ouvre le score au stade Vélodrome contre Louhans-Cuiseaux. Il inscrira aussi un but contre Amiens, Perpignan et Alès. À l'issue de cette saison, l'Olympique de Marseille termine deuxième et décroche ainsi sa remontée en première division face au FC Sochaux.
Olivier Echouafni dispute son premier match de Division 1 le 10 août 1996 contre l'Olympique lyonnais, lorsqu'il remplace à la 82e minute le buteur irlandais Tony Cascarino. Il confirme son statut de titulaire sur l'ensemble de la saison, disputant 35 des 38 journées du championnat, et inscrivant 3 buts contre Guingamp, Strasbourg et Lille.
En septembre 1997, il est contacté par Henri Michel (sélectionneur du Maroc) afin d'intégrer la sélection nationale marocaine dans le cadre de la Coupe du Monde 1998 en France sans y donner suite.
En 1997-1998, Olivier Echouafni perd du temps de jeu, et ne dispute que vingt matchs de Division 1 pour un but, contre l'AS Monaco. À l'issue de cette saison, le minot formé au club décide, après 102 matchs sous les couleurs de l'Olympique de Marseille dont 94 comme titulaire, de quitter Marseille et signe un contrat de trois ans au RC Strasbourg.

### RC Strasbourg
Olivier Echouafni rejoint Strasbourg le 25 juillet 1998. Il participe à 35 matchs et marque 4 buts au cours de la saison 1998-1999. Le Racing terminera finalement 12e de division 1.
La saison 1999-2000 a permis à Olivier Echouafni de participer à 33 matchs de division 1, de finir meilleur buteur du club avec 12 réalisations (toutes compétitions confondues), dont 9 en championnat et 8 de la tête (record en cours).
Le RC Strasbourg finit 8e de division 1 et se fait éliminer en quart de finale de la Coupe de France contre Calais à Lens.
Après 72 matchs, 17 buts dont 13 en championnat, Olivier Echouafni est contacté notamment par le Bayern Munich, le Valence CF, Fulham, Bologne, Lyon et le Stade rennais[réf. nécessaire].
Olivier Echouafni s'engage à Rennes pour quatre ans.

### Stade Rennais
Olivier Echouafni signe au SRFC lors d'un mercato 2000 marqué par des dépenses supérieures à 53 M€.
Formé à l'OM, ce milieu défensif arrive de Strasbourg contre 1,20 M€ pour renforcer un secteur de jeu où Bassila avait beaucoup déçu jusque-là.
Sous les ordres de Paul Le Guen, il s'impose comme une sentinelle efficace devant la défense et se montre complémentaire de Le Roux dans l'entre-jeu. Après une demi-saison de réglages, il s'affirme également sur le plan offensif en faisant étalage de son jeu de tête, l'un des meilleurs de l'hexagone[non neutre], pour inscrire 4 buts en 3 mois.
Après des débuts difficiles, le stade Rennais termine 6e de division 1 et participe à la Coupe Intertoto l'année suivante.
En 2001-2002, il n'entre pas dans les plans de Christian Gourcuff qui lui préfère souvent Grégoire dans l'axe. Il se blesse grièvement au genou contre l'AS Monaco le 22 décembre 2001. Après neuf mois de rééducation, Olivier Echouafni entrevoit le bout du tunnel et revient dans l'effectif au mois de septembre 2002 avec Philippe Bergeroo comme entraîneur.
Également délaissé par Bergeroo, il est tout proche du départ en fin d'été 2002 avant que Vahid Halilhodžić ne prenne les rênes de l'équipe et lui redonne temporairement une place dans le onze type (23 matchs). Frustré et déçu, le Stade Rennais décide de se séparer de son milieu de terrain.
Après 76 matchs et 6 buts, Olivier Echouafni quitte le Stade rennais et signe le 28 août 2003 à l'OGC Nice dans sa région natale.

### OGC Nice
Olivier Echouafni arrive à l'OGC Nice en 2003 en tant que joueur libre, il s'y engage pour deux ans. Il s'impose rapidement dans l'entre-jeu de l'équipe niçoise, disputant 31 matchs lors de sa première saison en 2003-2004.
En 2004-2005 il participe en début de saison à la Coupe Intertoto où l'OGC Nice échoue en demi-finale.
En 2006, après une saison pleine, il atteint avec son équipe la finale de la Coupe de la Ligue au stade de France qu'il perd face à l'AS Nancy-Lorraine (2 à 1).
Seulement gêné par quelques blessures, Olivier Echouafni s'impose comme une pièce importante de son équipe jusqu'à en devenir capitaine en 2007. Ce sera le dernier capitaine à porter le brassard de la populaire Sud (Ancienne BSN). En 2008, puis en 2009, Echouafni prolonge son contrat à Nice d'un an.
Récompensé au mois de novembre 2008 par le Trophée UNFP du mois en Ligue 1, avec 50 % des suffrages exprimés, devant Nicolas Douchez (33 %, Rennes) et Fabrice Abriel (17 %, Lorient), Olivier Echouafni est le premier joueur de l'OGC Nice à connaître cet honneur, grâce notamment à ses trois buts inscrits ce mois-là à Lorient et Saint-Étienne.
En 2009-2010, l'OGC Nice change d’entraîneur le 8 mars 2010 lorsque Didier Ollé-Nicolle est démis de ses fonctions. Olivier Echouafni retrouve alors en tant qu’entraîneur celui qui fut son coéquipier lors des saisons 1996-1997 et 1997-1998 à l'Olympique de Marseille et lors de la saison 2003-2004 à Nice : Éric Roy. À la fin cette saison 2009-2010, le lundi 3 mai 2010, Olivier Echouafni annonce la fin de sa carrière de joueur professionnel,.
Après sept ans passés au club, il aura disputé 230 rencontres de championnat de Ligue 1 avec l'OGC Nice et une finale de Coupe de la Ligue.
En juin 2010, il intègre la cellule de recrutement tout en passant son Brevet d'Entraîneur Professionnel de Football (BEPF).

## Carrière d'entraîneur

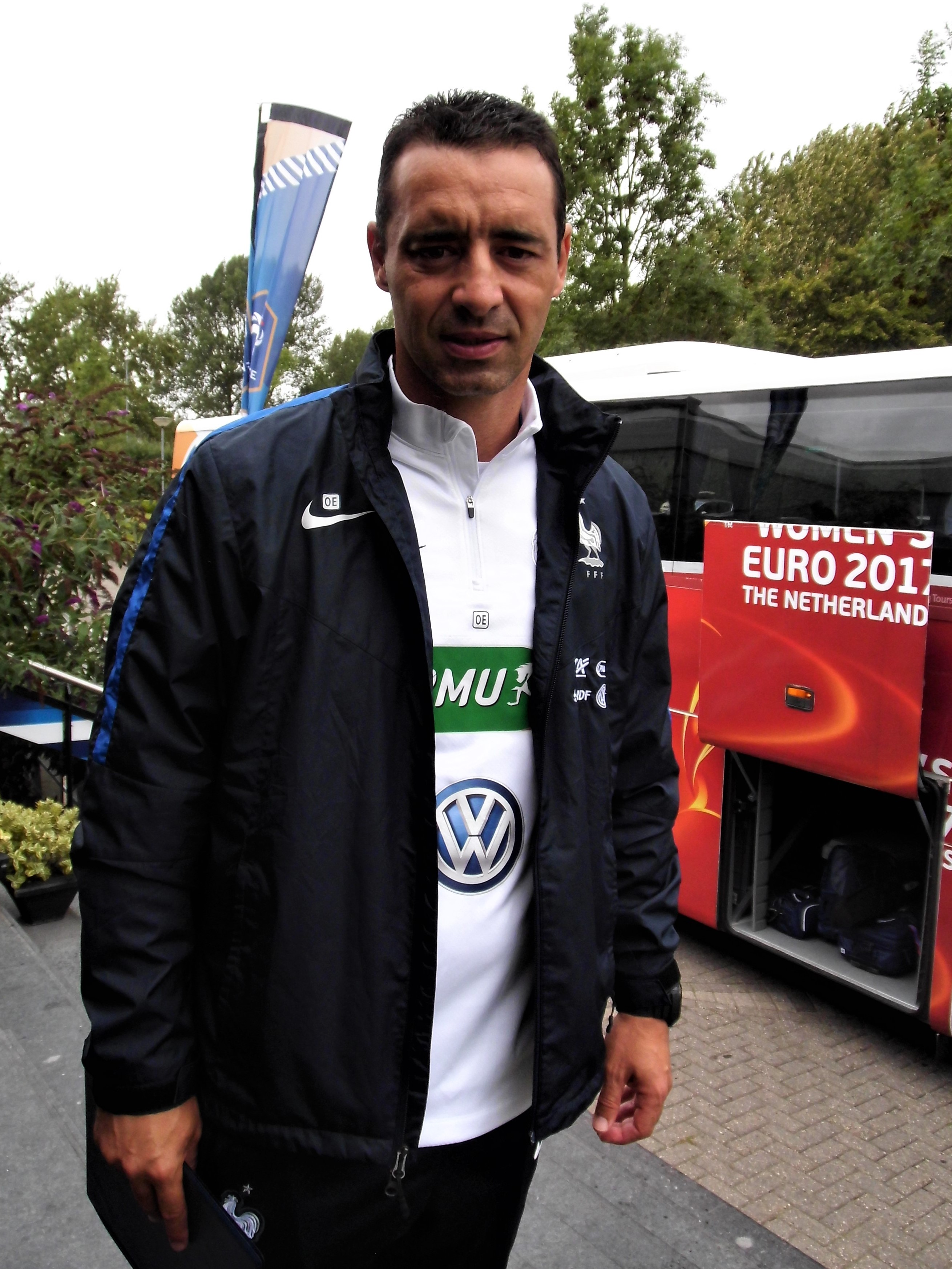
Echouafni devant le quartier des Bleues à Zwijndrecht pendant le CE 2017

En juillet 2006, il obtient le BEES 2e degré. Aussitôt après la fin de sa carrière de joueur, Echouafni prend la décision de passer le Brevet d'Entraîneur Professionnel de Football (BEPF). Après une formation de deux ans pendant lesquels il confirme son intérêt pour la fonction d'entraineur, il obtient son diplôme le 18 mai 2012, dans une promotion incluant également René Marsiglia, Christophe Galtier et Olivier Pantaloni.
Le 25 septembre 2013, il prend les rênes de l'Amiens SC en National après le licenciement de Francis De Taddeo une semaine plus tôt. Ayant pris en main l'équipe relégable à la 17e place, il la conduit à la fin de la saison à une inespérée 6e place, se basant sur une défense de fer tout au fil de la saison (seulement 18 buts encaissés en 33 matches).
Le 17 juin 2014, Olivier Echouafni passe du National à la Ligue 2 en devenant le nouvel entraîneur du FC Sochaux-Montbéliard pour deux saisons.
Après avoir joué l'accession en Ligue 1 jusqu'au mois de mars, le FCSM finit à une honnête 9e place de la Ligue 2 après 4 points en 6 matchs et une 18e place en début de saison.
Le 6 juillet 2015 le FC Sochaux est acheté par le groupe Ledus qui décide d'une nouvelle politique sportive avec de nouveaux hommes.
Le 15 septembre 2015, il est démis de ses fonctions d'entraîneur par le club à la suite d'un mauvais début de saison (3 points en 6 journées de championnat).
Le 15 juin 2018, il est nommé entraîneur du Paris SG (féminines) en remplacement de Patrice Lair pour deux ans.
Le 8 juin 2022, il retrouve un poste d'entraineur en Ligue 2, en devenant l’entraineur principal de QRM. Pour sa première saison en Normandie, il réalise un excellent exercice et parvient à obtenir le maintien de QRM rapidement, ayant même le privilège d'être nommé pour le prix UNFP de meilleur entraîneur de Ligue 2.
Le lundi 15 janvier 2024, le compte de QRM sur Instagram annonce qu’Olivier Echouafni est démis de ses fonctions d’entraîneurs dans un communiqué : « Le Président de QRM, Michel Mallet, a notifié ce lundi 15 janvier 2024 à Olivier Echouafni, entraîneur de l'équipe professionnelle, sa mise à pied à titre conservatoire. L'intérim sera assuré dès aujourd'hui et jusqu'à nouvel ordre par Alain Wathelet, coach adjoint. » 

## Carrière de sélectionneur
Le 9 septembre 2016, il est nommé sélectionneur de l'Équipe de France de football féminine en remplacement de Philippe Bergeroo.
Le 8 mars 2017, il remporte la SheBelieves Cup aux États-Unis en battant deux des trois meilleures nations mondiales. Lors de la finale, l'équipe de France bat les États-Unis (3-0) à Washington devant trente mille personnes. C'est la première fois que l'équipe de France bat les championnes du monde en titre chez elles.
Lors du championnat d'Europe 2017 disputé aux Pays-Bas au mois de juillet, après une première phase décevante (une victoire pour deux nuls et une deuxième place de la poule C derrière l'Autriche), son équipe est éliminée en quart de finale par l'Angleterre (1-0), dont l’Équipe de France était pourtant historiquement la bête noire. Arrivée avec d'importantes ambitions à deux ans de la Coupe du Monde disputée chez elle, l’Équipe de France sort par la petite porte. Olivier Echouafni déclarera à l'issue de la défaite contre l'Angleterre "déçu par la qualité de jeu [des] adversaires" . Confirmé dans son poste de sélectionneur par le président de la Fédération française de football Noël Le Graët après l'Euro, il est finalement démis de ses fonctions le 30 août 2017 après 15 matchs et 1 seule défaite et remplacé par Corinne Diacre.

### Consultant
En août 2012, Olivier Echouafni devient consultant pour la nouvelle chaîne de télévision beIN Sport. Il y commente un grand nombre de matchs de Ligue 1, de Ligue 2, de Ligue Europa et de Ligue des champions jusqu'à sa prise de fonction à Amiens en septembre 2013.
Le 28 novembre 2015, Olivier Echouafni commente un 16e de finale de Coupe de la Ligue entre Bourg-en-Bresse et le FC Nantes sur France Télévisions. Le 3 janvier 2016, il commente à nouveau un 32e de finale de la Coupe de France de football 2015-2016 : Fréjus Saint-Raphaël contre Bordeaux sur les chaînes régionales France 3 : F3 Côte d'Azur, F3 Provence Alpes, F3 Aquitaine, F3 Poitou Charentes et F3 Corse.
En février 2016, Il intervient dans l'émission Les Spécialistes et dans Jour de Foot le vendredi sur Canal+.
En juin 2016, il signe un contrat en tant que consultant pour L'Equipe 21 dans le cadre de l'Euro 2016.
Durant la Coupe du monde féminine de football 2019, il est consultant pour le Groupe TF1. Il participe au Mag de la coupe du Monde présenté par Denis Brogniart.
En décembre 2021, il est consultant sur Eurosport pour la Coupe de France.

## Palmarès joueur

### En club
- Champion de France de Division 2 en 1995 avec l'Olympique de Marseille
- Finaliste de la Coupe de la Ligue en 2006 avec l'OGC Nice
- Vice-champion de France de Division 2 en 1996 avec l'Olympique de Marseille

### Distinction individuelle
- Élu joueur du mois de Ligue 1 en novembre 2008

### Statistiques
- 391 matchs et 28 buts en Division 1/Ligue 1[26]
- 31 matchs et 4 buts en Division 2

## Palmarès entraîneur

### En club
- Champion de France en 2021 avec le Paris SG
- Vice-champion de France en 2019 et en 2020 avec le Paris SG

### Avec l'Équipe de France féminine
- Vainqueur de la SheBelieves Cup en 2017
- Participation au Championnat d'Europe en 2017 (1/4 de finaliste)

### Distinction individuelle
- Nommé dans les 10 meilleurs entraîneurs FIFA de l'année en 2017

## Bilan d'entraineur
Mis à jour le 18 novembre 2021.
| OGC Nice (CFA)            | 1er juillet 2010  | 30 juin 2012      |     |     |    |    |      |
| Amiens SC                 | 25 septembre 2013 | 17 juin 2014      | 28  | 11  | 12 | 5  | 40 % |
| FC Sochaux-Montbéliard    | 17 juin 2014      | 15 septembre 2015 | 47  | 14  | 16 | 17 | 30 % |
| Équipe de France féminine | 9 septembre 2016  | 30 août 2017      | 15  | 8   | 6  | 1  | 53 % |
| Paris Saint-Germain (F)   | 14 juin 2018      | 30 juin 2021      | 90  | 71  | 11 | 8  | 79 % |
| US Quevilly-Rouen M.      | 8 juin 2022       |                   | 0   | 0   | 0  | 0  | 0 %  |
| Total                     | Total             | Total             | 180 | 104 | 45 | 31 | 58 % |